# Monomite
Un monomite, segons la terminologia de Joseph Campbell, és el viatge arquetípic d'un heroi, present a la mitologia, a l'èpica i a les arts que en deriven, com el cinema. En aquest viatge l'heroi assoleix el seu estatus superant perills i passant aventures després de rebre una crida o patir un esdeveniment que el fa passar del món ordinari a un viatge mític.
Les fases del monomite, fins a disset en l'obra de Campbell The Hero with a Thousand Faces, es poden agrupar de dues formes diferents: la primera agafa l'esquema de la narrativa canònic, introducció, nus i desenllaç, que equivalen a la sortida, el viatge i el retorn; una altra el divideix en cinc grans etapes: crida a l'aventura, proves iniciàtiques, objectiu (inicial o final) que suposa un canvi en la personalitat del protagonista, retorn o segones proves camí d'un altra fita i arribada a la llar i recepció de la seva comunitat. Aquests passos s'inspiren en els arquetips dels herois de Rank i Raglan.
El monomite es pot considerar una variant del ritus de pas que transforma el nen en adult, en aquest cas emprendre i sobreviure al viatge és el ritu. Seria també un arquetip de l'inconscient col·lectiu segons Jung.

## Les fases del monomite

### La crida
L'heroi es veu obligat a emprendre un viatge, que al principi pot refusar o bé acceptar. Exemples serien la troballa de la nena en el cas de la pel·lícula Willow, de George Lucas, que obliga el protagonista a sortir de casa seva amenaçada per forces fosques; la descoberta de Harry Potter que és un mag i que pot anar a una escola especial o el conill blanc d'Alícia en terra de meravelles que porta la nena a un món alternatiu. En algunes històries ja s'anuncia el caràcter heroic del protagonista amb un naixement miraculós, com el cas de Quetzalcóatl, o per pertànyer a un llinatge especial.

### La partença
L'heroi parteix, deixant casa seva enrere. Pot anar sol o acompanyat, com el cas del Quixot en la segona sortida o la germandat que camina al costat d'en Frodo del El Senyor dels Anells. També pot passar que comenci l'aventura en solitari i que rebi ajuda o indicacions d'aliats o éssers sobrenaturals, com el fil d'Ariadna que permet orientar-se en el laberint. En el conte de fades que interpreta el monomite, l'ajuda prové sovint d'un ancià.

### Les proves
El viatge sol ser un seguit de proves o aventures que forgen el caràcter de l'heroi (esquema apropiat per la Bildungsroman) o bé etapes prefixades fins a la fita, com les dotze proves d'Hèracles. Durant aquestes aprèn quines són les seves autèntiques virtuts i visita indrets diferents, cadascun d'ells amb un caràcter simbòlic. Als contes populars aquestes proves adquireixen un caràcter de repetició, on la mateixa aventura té lloc diverses vegades amb variacions i intensificacions, per ajudar al seu record en la narració oral. Durant el viatge sorgeixen els monstres, antagonistes i ajudants.

### La temptació
Enmig del viatge pot aparèixer una temptació, un intent de desviar el protagonista del seu objectiu. Pot adoptar la forma d'un encanteri, un enemic o una dona que el vol seduir. Aquesta etapa es distingeix dels antagonistes com a proves perquè poden arribar a fer dubtar l'heroi temporalment.

### L'apoteosi
Amb l'arribada a l'indret desitjat, l'heroi assoleix l'aparent objectiu del seu viatge. Sovint, però, allà l'espera la prova més dura, com en el cas de reconèixer l'autèntic Sant Greal a la literatura artúrica, que pot adoptar la forma d'un combat, com la llegenda de Sant Jordi i el drac o l'enfrontament amb Scar de The Lion King. Aquesta apoteosi confirma l'heroi, i pot arribar a transformar-lo en una altra persona, com el cabell blanc de Moisès després de rebre els Deu Manaments. La transformació pot ser radical, com la mort i resurrecció de Jesús o la baixada a l'inframón de Dante.

### El retorn
Un cop assolit l'objectiu, a vegades aquest es revela com a fals o incomplet, iniciant-se un nou viatge. En el cas d'haver arribat a l'autèntic destí, l'heroi emprèn el retorn. En algunes històries aquesta part se suprimeix o es narra abreujada, mentre que en altres ocupa bona part de la història, com el cas de L'Odissea, centrada en la tornada a casa de l'heroi després de vèncer a Troia. En algunes narracions el protagonista no vol tornar a casa seva i es queda al lloc meravellós o bé mor abans d'abandonar-lo, en un paral·lelisme amb el rebuig de la crida inicial.

### El missatge
L'heroi ha après alguna cosa rellevant, sovint lligada al sentit de la vida, i pot intentar comunicar-la als altres, en la línia del filòsof de la cova del mite de la caverna de Plató. Aquest missatge pot ser entès, ignorat, ridiculitzat o combatut per la resta de persones. A vegades és un aprenentatge personal, intransferible, ja que l'autèntic missatge és el valor del viatge, que llavors esdevé experiència. L'heroi es presenta aleshores com a vivint en dos mons, el seu i el que ha après al viatge. Un exemple seria el vol sobre el drac de Bastian, el nen de La Història Interminable, qui després d'haver salvat Fantasia s'enfronta als seus assetjadors.

## Altres formulacions
El mite original, de Joseph Campbell comptava amb aquests disset passos:
1. Crida a l'aventura
2. Rebuig de la crida
3. Ajuda sobrenatural
4. Creuament del primer llindar
5. El ventre de la balena
6. Les diverses proves
7. La trobada amb la deessa
8. La dona com a temptadora
9. La reconciliació amb el pare
10. L'apoteosi
11. El do final
12. La negativa al retorn
13. El vol màgic
14. El rescat de l'exterior
15. El creuament del llindar de retorn
16. El mestre dels dos mons
17. La llibertat per a viure

Una altra formulació va ser la de David Adams Leeming, en el seu llibre Mythology: The Voyage of the Hero (1942). Els passos són els següents:
1. La concepció i el naixement miraculós
2. La iniciació de l'heroi-nen
3. L'allunyament de la família o de la comunitat per la meditació i la preparació
4. Les proves i la cerca
5. La mort
6. El descens als inferns
7. La resurrecció i el renaixement
8. L'ascensió, l'apoteosi i l'expiació

S'han realitzat també caracteritzacions modernes com és el cas de Phil Cousineau, en el seu llibre The Hero's Journey (1990).
1. Crida a l'aventura
2. El cicle de proves
3. La cerca d'una missió
4. La trobada amb la deessa
5. El do
6. El vol màgic
7. El llindar del retorn
8. El mestre dels dos mons

## El viatge de l'heroïna
Maureen Murdock es va basar en la teoria de Campbell per dissenyar un esquema centrat en les dones protagonistes. El viatge de l'heroïna permet que les nostres protagonistes tinguin la seva pròpia evolució i que no segueixin els patrons pensats per als homes (com és la teoria de Joseph Campbell), sinó que evolucionin en abraçar la seva pròpia feminitat.
A l'inici del viatge la dona parteix amb l'objectiu de consolidar les seves característiques masculines per vèncer, sigui el poder o l'èxit professional, que són elements tradicionalment relacionats amb el pare. La protagonista ha d'aconseguir trobar nous referents, dones i no pas homes, per descobrir la seva identitat. El viatge de l'heroïna, per tant, es tracta d'un viatge intern, més que extern.
Aquest és l'esquema del viatge de l'heroïna:
ACTE I: MÓN ORDINARI
1.Rebuig a la seva naturalesa femenina: L'heroïna descobreix que el seu món ordinari no és perfecte.
2. Identificació amb una figura masculina: Pèrdua d'esperança i preparació per un nou viatge
ACTE II: MÓN ESPECIAL
3. Creuament del llindar: La protagonista perd la seva identitat i intenta acceptar un nou model de vida.
4. Il·lusió de l'èxit: Setiment de superació creada per un èxit il·lusori.
5. Mort: Moment de descens i crisi causada pel fals èxit.
6. Iniciació i descens a la deessa: Necessitat de renovació, un despertar d'espiritualitat.
ACTE III: MÓN ORDINARI RENOVAT
7. Viatge de retorn: Retorn al món ordinari després d'un canvi en la protagonista.
8. Curant la ferida entre mare i filla: Reconciliació amb una figura femenina/els seus orígens.
9. Curar la relació amb el que és masculí: L'heroïna canvia seva la perspecitva vers la masculina.
10. Dualitat, equilibri: La protagonista descobreix la seva identitat i rep recompensa del seu viatge intern.
També es pot aplicar el viatge de l'heroi a un personatge femení, tot i que s'hauria d'adaptar cap a una perspectiva més interna i personal de la protagonista.